# Certonotus sisyphus
Certonotus sisyphus là một loài tò vò trong họ Ichneumonidae.